# Communion (Years & Years)
Communion è l'album in studio di debutto del gruppo musicale britannico Years & Years, pubblicato il 10 luglio 2015 dalle etichette Polydor Records e Interscope.

## Il disco
La lavorazione all'album Communion da parte degli Years & Years è iniziata nel 2014, subito dopo aver firmato un contratto discografico con la Polydor Records. Nel frattempo il gruppo pubblica i primi singoli, Take Shelter e Desire, riscuotendo una popolarità tale che li porta a vincere nel 2015 il Sound of, premio musicale annuale promosso dalla BBC. Subito dopo viene pubblicato come singolo King, che ha raggiunto la prima posizione della classifica dei singoli britannica.
Il titolo e la data di pubblicazione del disco sono stati invece annunciati il 18 marzo 2015, nel momento in cui lo stesso è stato reso disponibile il pre-ordine su iTunes.

## Tracce
1. Foundation – 2:56
2. Real – 4:06
3. Shine – 4:14
4. Take Shelter – 4:05
5. Worship – 3:40
6. Eyes Shut – 3:25
7. Ties – 3:46
8. King – 3:34
9. Desire – 3:25
10. Gold – 3:59
11. Without – 3:30
12. Border – 4:22
13. Memo – 3:22

Tracce bonus nell'edizione deluxe
1. 1977 – 3:00
2. Ready for You (Acoustic) – 3:17
3. I Want to Love – 2:21
4. King (Acoustic) – 4:03

## Cronologia
| Paese             | Data           | Etichetta       |
| ----------------- | -------------- | --------------- |
| In tutto il mondo | 10 luglio 2015 | Polydor Records |